# André Cluytens

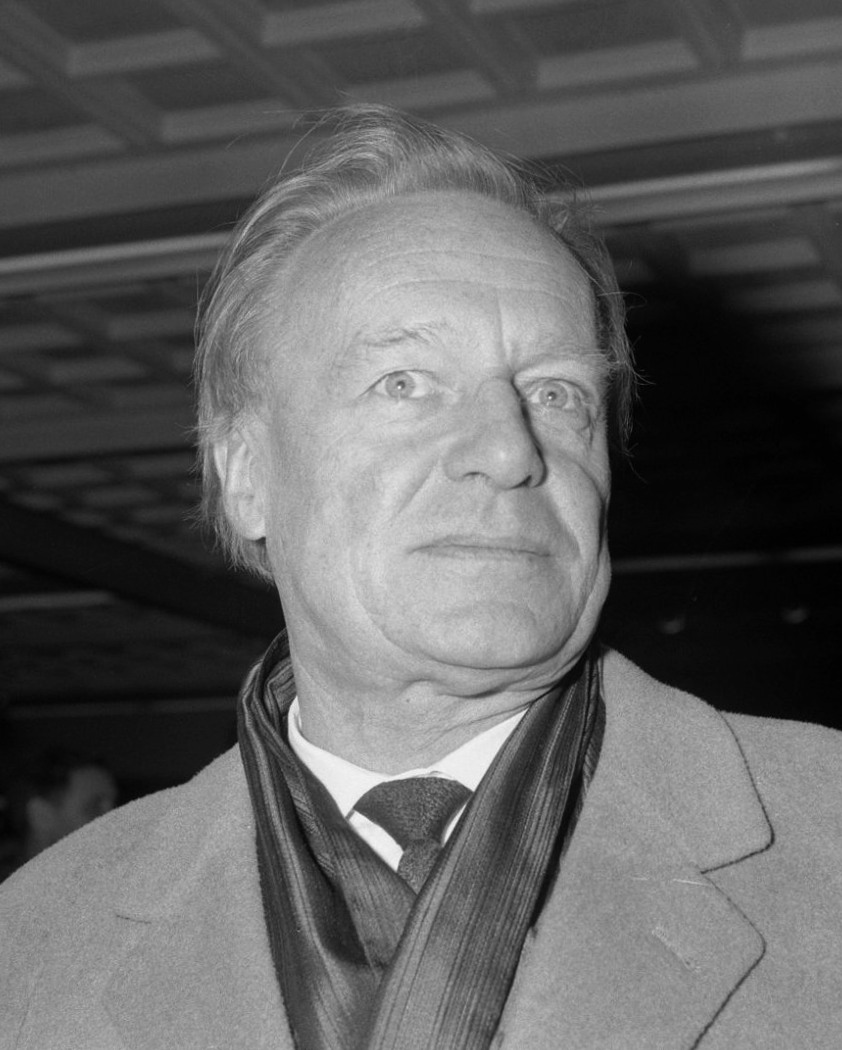
André Cluytens, 1965

Augustin Zulma Alphonse Cluytens (vanaf 1939: André Cluytens) (Antwerpen, 26 maart 1905 - Neuilly-sur-Seine, 3 juni 1967) was een in België geboren Frans dirigent en pianist. Hij was vooral bekend vanwege zijn interpretaties van Franse symfonische muziek en opera (Berlioz, Franck, Ravel), het Duitse (Beethoven, Wagner) en het Russische repertoire (Borodin, Rimski-Korsakov, Moessorgski, Stravinsky, Sjostakovitsj).

## Carrière

### Belgische periode
Cluytens werd geboren in een muzikale familie. Zijn vader, Alphonse Cluytens was koorrepetitor en later dirigent aan de Vlaamse Opera en aan het Théâtre Royal Français te Antwerpen terwijl zijn moeder sopraanzangeres was bij de Vlaamse Opera. Ook zijn grootvader en drie ooms langs vaderszijde waren musici.
Augustin Cluytens, zoals hij toen nog heette, volgde vanaf 1914 les aan het Koninklijk Vlaams Conservatorium van Antwerpen waar hij les kreeg van Albert De Schacht (notenleer), Emile Bosquet en Emmanuel Durlet (piano) en Edward Verheyden (harmonieleer). Hij studeerde er in 1923 af.
In 1922 was Cluytens reeds bij het Théatre Royal Français, waar zijn vader aan de slag was, aangenomen als pianist-organist en werd later koorrepetitor. Einde 1926 debuteerde Cluytens als vervangend dirigent met Les pêcheurs de perles van Georges Bizet. Het daaropvolgende seizoen werd hij aangesteld als dirigent ter vervanging van zijn vader en in 1931 werd hij er de eerste dirigent. Dat jaar dirigeerde Cluytens er een Franse versie van Salomé van Richard Strauss.

### Franse periode
In 1932 emigreerde Cluytens naar Frankrijk en werd dirigent en muziekdirecteur aan het Théâtre du Capitole in Toulouse. In 1935 werd hij eerste dirigent van het orkest van de Opéra de Lyon, in 1938 werd hij dirigent van het Grand Théâtre in Bordeaux en bij het uitbreken van de Tweede Wereldoorlog van het Grand Casino van Vichy. Ondertussen had hij de beter klinkende voornaam André aangenomen en verwierf hij de Franse nationaliteit.
In 1942 werd André Cluytens muziekdirecteur te Lyon. In 1943 kwam hij naar Parijs en dirigeerde er het Orchestre National de France en het Orchestre de la Société des Concerts du Conservatoire waarvan hij in 1946 vaste dirigent werd en in 1949 vicevoorzitter en orkestleider in opvolging van Charles Münch die naar de Verenigde Staten vertrok. Hij zou dit blijven tot in 1960. Van 1947 tot 1953 was Cluytens eveneens muziekdirecteur van het Théâtre National de l'Opéra-Comique.
Vanaf 1947 trad Cluytens op in de Europese concertzalen en was dirigent op de grote festivals met zowel zijn twee Parijse orkesten maar ook als gastdirigent van grote orkesten zoals de Wiener Philharmoniker en de Berliner Philharmoniker. In 1955 was Cluytens de eerste Fransman die op de Bayreuther Festspiele dirigeerde. Tussen 1955 en 1958 dirigeerde hij er de opera's Tannhäuser, Die Meistersinger von Nürnberg, Lohengrin en Parsifal van Richard Wagner. In 1965 dirigeerde Cluytens er nogmaals.
In 1956 maakte André Cluytens zijn debuut in de Verenigde Staten als gastdirigent van de Wiener Philharmoniker en het daaropvolgende jaar volgde nieuwe concerten in de VS met de New York Philharmonic. Deze concerten werden op de radio uitgezonden door CBS Radio. In 1958 maakte hij met zijn Parijse orkesten tournees door respectievelijk Duitsland en Zwitserland en verving tijdelijk Otto Klemperer als eerste dirigent van het Philharmonia Orchestra te Londen. Het daaropvolgende jaar toerde Cluytens door de Sovjet-Unie en in 1960 volgden het Midden-Oosten en Oost-Europa.

### Nationaal Orkest van België
In 1960 werd Cluytens benoemd tot muziekdirecteur van het Nationaal Orkest van België waarvan hij reeds twee jaar dirigent was. Ook met het Belgische nationale orkest ging André Cluytens op tournee door Europa waardoor het orkest onder zijn leiding internationale erkenning kreeg. Met dit orkest voerde Cluytens werken van Vlaamse componisten zoals Flor Alpaerts, François Glorieux, Victor Legley, Jef Maes, Flor Peeters, Marcel Poot en Waalse componisten zoals René Barbier, René Bernier, Raymond Chevreuille, Léon Jongen en Joseph Jongen uit.

### Einde van zijn carrière
Als directeur van het Nationaal Orkest van België bleef Cluytens desondanks toeren en platen opnemen met het Orchestre de la Société des Concerts du Conservatoire. In 1964 toerde hij met dit orkest door Japan en in de herfst van dat jaar dirigeerde hij een cyclus van Beethoven in het Théâtre des Champs-Élysées.
In de winter van 1965-1966 werd bij Cluytens kanker vastgesteld waardoor hij gedwongen werd om een rustperiode van een ruim een jaar te nemen. Hij leek de ziekte te kunnen overwinnen en sloot in 1967 een contract af om als gastdirigent van de Metropolitan Opera in New York op te treden. Nog voor hij er zou optreden overleed André Cluytens aan de gevolgen van zijn ziekte in een ziekenhuis in de buurt van Parijs.

## Discografie
Cluytens heeft samen met de Berliner Philharmoniker tussen 1958 en 1960 de negen symfonieën van Beethoven opgenomen. Ook de volledige cyclus van het werk van Ravel werd tussen 1961-62 opgenomen met het Orchestre de la Société des Concerts du Conservatoire. Dmitri Sjostakovitsj, die onder de leiding van Cluytens een aantal concerten heeft gespeeld, heeft zijn 11e symfonie samen met Cluytens opgenomen. Ook zijn twee pianoconcerten (Pianoconcert nr. 1 en Pianoconcert nr. 2) met Cluytens werden op plaat gezet.
Verder waren er nog plaatopnames die onder meer gewijd waren aan Bizet, Debussy, Roussel, Berlioz, Schubert en Liszt.
Enkele platen werden bekroond met de Grand Prix du Disque en in Frankrijk ontving Cluytens als eerste een gouden plaat voor klassieke muziek. Verschillende van zijn opnames worden nog steeds op cd uitgegeven.

## Onderscheidingen
In Frankrijk werd Cluytens Ridder van het Legioen van Eer en Officier in de Franse Nationale Orde van Verdienste. In Oostenrijk was hij onderscheiden met de Otto Nicolai-medaille van de Wiener Philharmoniker.